# Leticia Perdigón
Guadalupe Leticia Perdigón Labrador (Cidade do Mexico, Mexico, 7 de agosto de 1956), mais conhecida como Leticia Perdigón, é uma atriz mexicana. É conhecida na América Latina por suas atuações em telenovelas como Rebelde, Así son ellas, entre outras.

## Biografia
Começou sua carreira de atriz com o filme Eva y Darío no ano de 1973, atuando ao lado a primeira atriz Ana Luisa Peluffo, o primeiro ator Joaquín Cordero, Lilia Michel, e também a primeira atriz Norma Lazareno. Esta fita foi sua primeira aparição na tela grande, embora no início daquele ano, ele havia trabalhado na telenovela Mi rival.
No ano de 1975 trabalha em quatro dos seus filmes mais notáveis: Presagio, do professor Luis Alcoriza, co-escrito com o prêmio Nobel: Gabriel García Márquez, e onde atua ao lado de: David Reynoso, Lucha Villa, Pancho Cordova, Carmen Montejo, Enrique Lucero, Gloria Marí e José Gálvez. Também filma La otra virginidad, onde atua com importantes atores como: Valentín Trujillo, Meche Carreño, Víctor Manuel Mendoza, Rita Macedo e Eduardo Noriega.  Filma também Bellas de noche, o primeiro filme de "ficheras" feito no México, onde ele atua novamente ao lado de Pancho Córdova, Rosa Carmina, Jorge Rivero, Enrique Novi e Mario Garcia "Rags".
Em 1976 intervém em papel protagonico no filme Coronación, ao lado de Ernesto Alonso, Sergio Jiménez, Aarón Hernán, Carmen Montejo, Raquel Olmedo e atua também em Longitud de guerra, onde atua ao lado de Víctor Alcocer, Mario Almada, Fernando Balzaretti, Pancho Córdova, Jaime Fernández e José Gálvez.
Posteriormente trabalha em Lagunilla, mi barrio, filmado em 1981, onde trabalha ao lado de Manolo Fábregas, Lucha Villa, Héctor Suárez, Raúl Meraz, Carmen Molina, Queta Lavat, e Jorge Fegán e sua sequência: Lagunilla 2, filmada dois anos mais tarde, em 1983.
No ano de 1992, filma: Anoche soñé contigo, com Socorro Bonilla, José Alonso y Patricia Aguirre.
Trabalhou em diversas telenovelas da Televisa, como Al diablo con los guapos, versão mexicana do êxito argentino Muñeca brava.
Em 2009 encarnou Leonor, mãe do protagonista da exitosa telenovela Hasta que el dinero nos separe. Realizou em 2010 una participação especial no final de Niña de mi corazón.
Para 2011 se integra com Rosy Ocampo em sua nova produção La fuerza del destino, onde interpreta Arcelia, uma mulher humilde, boa e maternal preocupada com seu filho.
Em 2012 inicia as gravações de Por ella soy Eva, novo melodrama de Rosy Ocampo onde se converte em Silvia, uma mulher disposta a aguentar tudo em seu matrimônio com um homem machista, pois se casou para toda a vida.
Em 2013 volta a trabalhar com Ocampo, agora na telenovela Mentir para vivir, onde interpreta Matilde Aresti de Camargo, e nesse mesmo ano faz uma participação especial na telenovela Qué pobres tan ricos também com Rosy Ocampo.
Em 2014 trabalha com Nathalie Lartilleux, no remake de La gata de 1970 fusionada com Rosa salvaje de 1987 e Cara sucia de 1992.
Em 2015 se integra à produção de Nicandro Díaz González, Hasta el fin del mundo dando vida a Guadalupe Sánchez "Doña Lupe", papel que antes interpretava a actriz María Rojo, quem saiu da produção por assuntos pessoais.

## Vida pessoal
Sempre muito discreta quanto a sua vida pessoal, a atriz já teve relacionamentos com homens anônimos e famosos. A atriz tem uma filha, chamada Valentina.

## Filmografia

### Televisão
| Ano  | Título                         | Personagem                             | Notas                                                      |
| ---- | ------------------------------ | -------------------------------------- | ---------------------------------------------------------- |
| 1973 | Mi rival                       | Michele Bustamante                     |                                                            |
| 1973 | Nosotros los pobres            | Jovana Mariño                          |                                                            |
| 1974 | Mundo de juguete               | Irma                                   |                                                            |
| 1976 | Mundos opuestos                | Genoveva (Beba)                        |                                                            |
| 1978 | Gotita de gente                | Sofía                                  |                                                            |
| 1978 | Viviana                        | Aeromoça                               | Participação especial                                      |
| 1979 | Cumbres borrascosas            | Estrella                               |                                                            |
| 1979 | Los ricos también lloran       | Lili                                   |                                                            |
| 1980 | Al rojo vivo                   | Emilia                                 |                                                            |
| 1981 | El hogar que yo robé           | —                                      |                                                            |
| 1982 | Vivir enamorada                | María                                  |                                                            |
| 1983 | Profesión: Señora              | —                                      |                                                            |
| 1983 | Amalia Batista                 | Reyna                                  |                                                            |
| 1984 | Cosas de casados               | Maite González                         |                                                            |
| 1987 | Las solteras del dos           | —                                      |                                                            |
| 1989 | El cristal empañado            | Mercedes                               |                                                            |
| 1989 | Balada por un amor             | Lucía Allende                          |                                                            |
| 1992 | Carrusel de las Américas       | —                                      |                                                            |
| 1993 | Clarisa                        | Aurelia Bracho Sanabria                |                                                            |
| 1994 | Mujer, casos de la vida real   | —                                      | Episódio: "Como un roble"                                  |
| 1995 | Acapulco, cuerpo y alma        | Rita                                   |                                                            |
| 1995 | María José                     | Esther                                 |                                                            |
| 1997 | Mujer, casos de la vida real   | Ana María                              | Episódio: "El amor loco"                                   |
| 1997 | Mujer, casos de la vida real   | —                                      | Episódio: "Misión cumplida"                                |
| 1997 | Desencuentro                   | Chaquira                               |                                                            |
| 1997 | Mujer, casos de la vida real   | —                                      | Episódio: "Un amor para cada día"                          |
| 1997 | Mujer, casos de la vida real   | —                                      | Episódio: "Un amor tardío"                                 |
| 1998 | Mujer, casos de la vida real   | Gilda                                  | Episódio: "Un final tan triste"                            |
| 1998 | Mujer, casos de la vida real   | —                                      | Episódio: "Muñeca de trapo"                                |
| 1999 | Nunca te olvidaré              | Gudelia                                |                                                            |
| 1999 | Mujer, casos de la vida real   | —                                      | Episódio: "La mala vida"                                   |
| 1999 | Mujer, casos de la vida real   | Catia Rodelli                          | Episódio: "Letras de sangre"                               |
| 1999 | Mujer, casos de la vida real   | —                                      | Episódio: "Días de venganza"                               |
| 2000 | Primer amor... a mil por hora  | Catalina Guerra de Luna                |                                                            |
| 2001 | Primer amor, tres años después | Catalina Guerra de Luna                | Telefilme                                                  |
| 2001 | Mujer, casos de la vida real   | —                                      | Episódio: "Incesto"                                        |
| 2001 | Salomé                         | Lola                                   |                                                            |
| 2002 | Así son ellas                  | Margarita Saavedra Corcuera            |                                                            |
| 2002 | Mujer, casos de la vida real   | Viviana                                | Episódio: "La última llamada"                              |
| 2002 | Mujer, casos de la vida real   | —                                      | Episódio: "Amor sin derecho"                               |
| 2003 | Mujer, casos de la vida real   | —                                      | Episódio: "La tortura"                                     |
| 2004 | Cancionera                     | —                                      |                                                            |
| 2004 | Rebelde                        | Mayra Fernández                        |                                                            |
| 2006 | Código postal                  | Esperanza Santos                       |                                                            |
| 2007 | Al diablo con los guapos       | Socorro Luna/Amparo Rodríguez          |                                                            |
| 2008 | La rosa de Guadalupe           | Soledad                                | Episódio: "Regueton"                                       |
| 2008 | La rosa de Guadalupe           | Charo                                  | Episódio: "El estreno"                                     |
| 2008 | La rosa de Guadalupe           | Otília                                 | Episódio: "Una nueva luz"                                  |
| 2009 | Adictos                        | Teté                                   |                                                            |
| 2009 | Hermanos y detectives          | Mamá de Sebastián                      | Episódio: "El profesor Fuentes"                            |
| 2009 | Hasta que el dinero nos separe | Leonor Núñez de Medina                 |                                                            |
| 2010 | Mujeres asesinas               | Margarita Olvera (Maggie)              | Episódio: "Maggie, pensionada"                             |
| 2010 | Niña de mi corazón             | Refugio (Cuca)                         |                                                            |
| 2011 | La fuerza del destino          | Arcelia vda. de Galván (Celia)         |                                                            |
| 2011 | Como dice el dicho             | Lidia                                  | Episódio: "Quien calla ortoga"                             |
| 2012 | Por ella soy Eva               | Silvia Romero Ruiz de Moreno           |                                                            |
| 2013 | Como dice el dicho             | Amália                                 | Episódio: "A grandes males"                                |
| 2013 | Mentir para vivir              | Matilde Aresti de Camargo              |                                                            |
| 2014 | La gata                        | Letícia Sanches "Jacira"               |                                                            |
| 2015 | Como dice el dicho             | Soraya                                 | Episódio: "¿Hijo de gato caza ratones?"                    |
| 2015 | Hasta el fin del mundo         | Guadalupe "Lupita" Sánchez Guerrero #2 |                                                            |
| 2016 | Tres veces Ana                 | Doña Chana Morales                     |                                                            |
| 2017 | Como dice el dicho             | Estrela                                | Episódio: "Mucha flor en primavera, buen otoño nos espera" |
| 2017 | Papá a toda madre              | Catalina Sánchez Moreno                |                                                            |
| 2018 | Por amar sin ley               | Susana López                           |                                                            |
| 2019 | Sin miedo a la verdad          | Josefina                               | Episódios: "24-25 de julho de 2019"                        |
| 2019 | Silvia, frente a ti            | Eva Maquillista                        |                                                            |
| 2021 | Vencer el pasado               | Sonia Vidal de Sánchez                 |                                                            |

### Cinema
- Cancionera (2004)
- Un pájaro escondido (1997)
- Asesino misterioso (1997) - Amalia
- Un pájaro escondido (1997)
- Doble indemnización (1996) - Rosario
- Balazos en la capirucha (1996)
- Ruta 100 (1996)
- Fuera ropa (1995)
- Juego limpio (1996) - Silvia
- Las alas del pez (1995)
- La asesinadita (1994)
- Luna de hiel (1994)
- Ya la hicimos (1993)
- Dos fantasmas sinvergüenzas (1993)
- Un paso al cielo (1993)
- S.I.D.A., síndrome de muerte (1993) - Carmen
- Anoche soñé contigo (1992) - Azucena
- Los Panaderos (1992)
- Borrachas de pulquería (1992)
- La mestiza (1991)
- Infierno verde (1991)
- Pelearon diez rounds (1991)
- El mutilador (1991)
- Golpe brutal (1991)
- Acosado (1991)
- Los reptiles (1991)
- El garañón 2 (1990)
- Pelo gallo (1990)
- Mafiosos corporativos (1990)
- Escoria otra parte de ti (1990)
- El bolas (1990)
- El día de las sirvientas (1989)
- Las borrachas (1989)
- Bandas guerreras (1989)
- Ejecutor de narcos (1989)
- Pánico en el bosque (1989)
- Día de muertos (1988)
- La ley del coyote (1988)
- Alicia en el país del dólar (1988)
- El vergonzoso (1988)
- Matadero (1987)
- El chácharas (1987)
- Más vale pájaro en mano (1985)
- Amenaza roja (1985)
- Adiós Lagunilla, adiós (1984)
- Lagunilla 2 (1983) .... Rita
- El día que murió Pedro Infante (1982)
- Lagunilla, mi barrio (1981) - Rita
- Ángel del barrio (1981) - Mago
- Misterio (1980)
- El jardín de los cerezos (1978)
- La hora del jaguar (1978) - Alicia
- ¿Y ahora qué, señor fiscal? (1977)
- Longitud de guerra (1976)
- Coronación (1976) - Estela
- Yo fui violada (1976)
- Las fuerzas vivas (1975)
- La montaña del diablo (1975) - Marcelina
- Bellas de noche (1975)
- La otra virginidad (1975)
- Presagio (1975)
- Capulina contra las momias (1973)
- Eva y Darío (1973)

## Prêmios e Indicações

### Prêmio TVyNovelas
| Ano  | Categoria                 | Telenovela        | Resultado |
| ---- | ------------------------- | ----------------- | --------- |
| 1983 | Melhor revelação feminina | Vivir enamorada   | Indicado  |
| 2006 | Melhor atriz coadjuvante  | Rebelde           | Indicado  |
| 2014 | Melhor atriz coadjuvante  | Mentir para vivir | Indicado  |

### Prêmios Ariel
| Ano  | Categoria                  | Projeto             | Resultado |
| ---- | -------------------------- | ------------------- | --------- |
| 1975 | Melhor atriz               | La otra virgindad   | Indicado  |
| 1996 | Melhor co-atuação feminina | Doble indemnización | Indicado  |
| 1997 | Melhor co-atuação femenina | Juego limpio        | Indicado  |